# حشره‌خوار ووآ
 حشره‌خوار ووآ (نام علمی: Crocidura voi) نام یک گونه از سرده حشره‌خوارهای دندان‌سفید است.